# Бертло, Анри
Анри Матиас Бертло (фр. Henri Mathias Berthelot; 7 декабря 1861, Фёр — 28 января 1931, Париж) — французский и румынский генерал.

## Биография
Родился в семье капитана жандармерии. Образование получил в Сен-Сирской военной школе (1883) и академии Генштаба. Служил в Алжире, затем в Индокитае. С 1907 года — в генштабе. Вместе с генералом Жоффром участвует в разработке стратегии наступательной войны, учитывающей ошибки 1870-71 годов. Эти наработки, получившие название «План XVII», применялись летом 1914 года, однако (в т. ч. в силу имевшихся недочётов) неудачно.
В 1913 году был произведён в бригадные генералы и служил адъютантом генерала де Кастельно в военном министерстве.
В начале Первой мировой — начальник штаба главнокомандующего Жоффра. Командовал 53-й дивизией и XXXII корпусом («группа Бертло») под Верденом.
В сентябре 1916 года был направлен во главе военной миссии в Румынию (Миссия Бертло). В декабре 1917 года направил в Киев миссию во главе с бригадным генералом Жоржем Табуи (ранее пребывавшим при штабе Юго-Западного фронта).
После выхода Румынии из войны вернулся во Францию. Некоторое время работал с прибывающими американскими войсками, а с 5 июля по 7 октября 1918 года командовал 5-й армией в Шампани. 

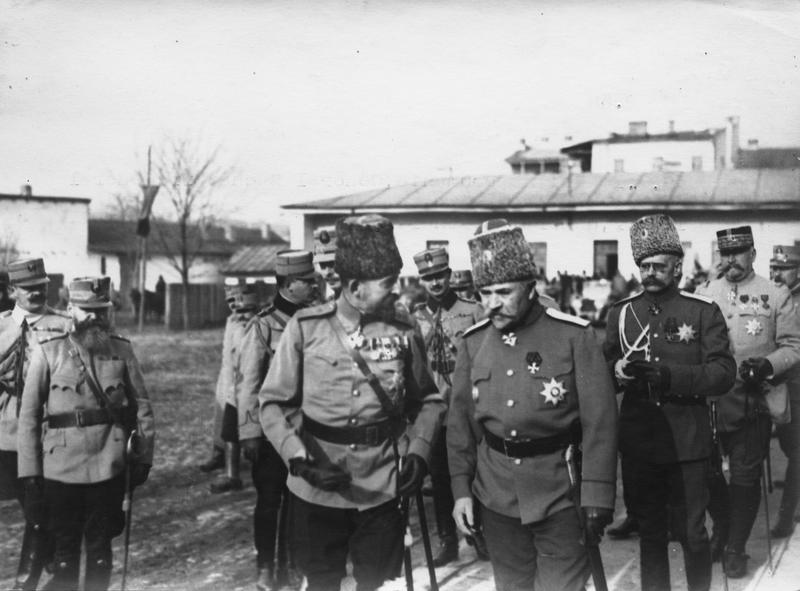
Король Румынии Фердинанд, генерал В. В. Сахаров, генерал М. А. Беляев и генерал А. Бертло в Бузау

После успешного наступления под Фессалониками, заставившего Болгарию выйти из войны (за день до её окончания на Западном фронте), Румыния 10 ноября вновь присоединилась к странам Антанты. Бертло был вновь отправлен в Румынию. В Бухаресте вёл переговоры с генералом Щербачёвым о предполагавшейся помощи белым со стороны Франции.
С ноября 1918 по май 1919 гг. Бертло — командующий Дунайской армией, один из руководителей румынской интервенции в Венгрии. По начало марта 1919 года — главнокомандующий войсками союзников на Балканах и на Юге России.
В 1919—1922 гг. — военный губернатор Меца, в 1922—1926 гг. — военный губернатор Страсбурга. Являясь в 1920—1926 гг. членом Высшего военного совета, был в числе принимавших решение о строительстве линии Мажино. Умер в 1931 году.
Именем Бертло в Румынии была названа деревня и улица в Бухаресте.

## Награды

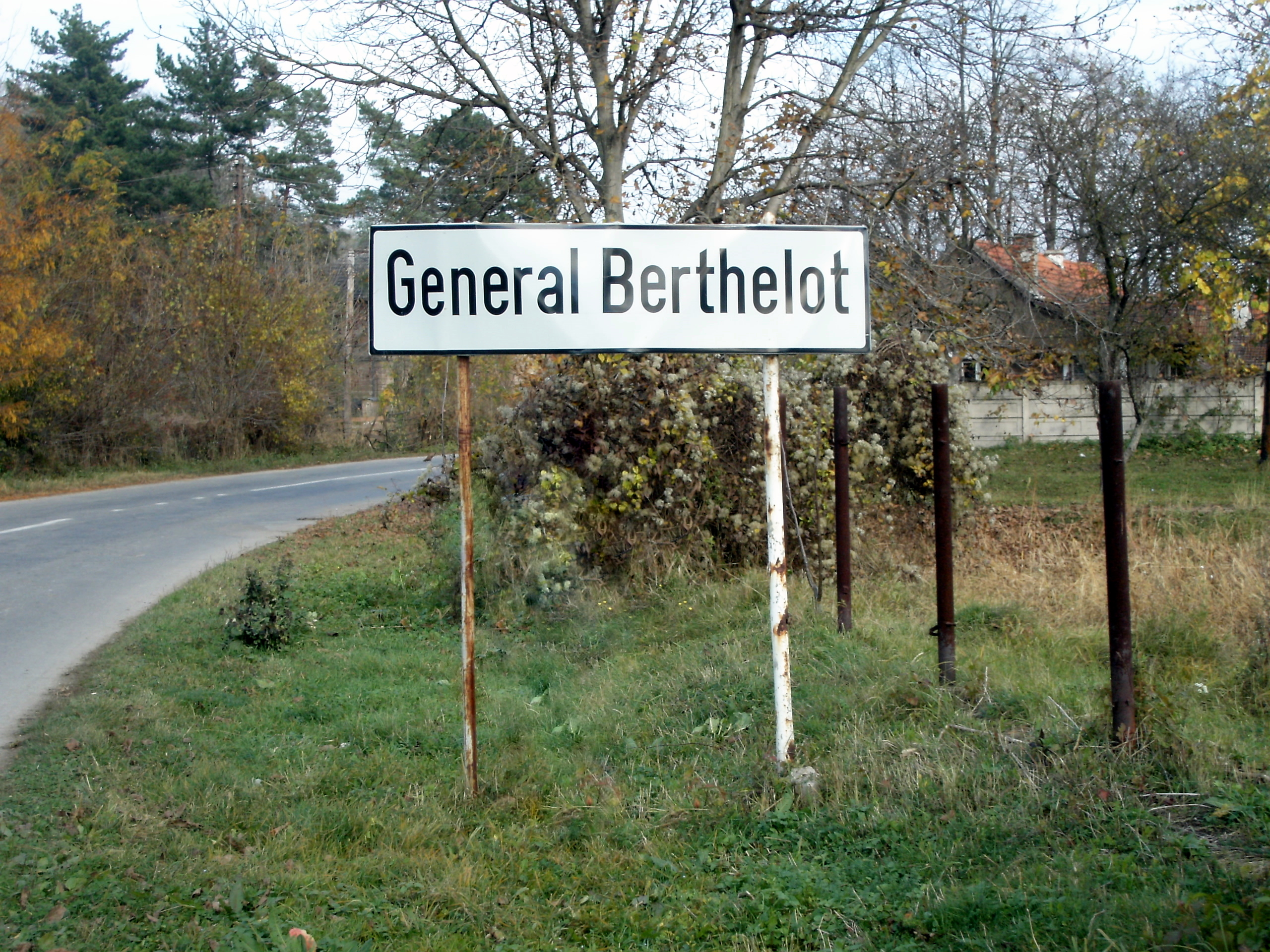
Генерал Бертло — коммуна в Румынии.

- Орден Почётного легиона — Кавалер большого креста[1]
- Воинская медаль
- Военный крест 1914–1918
- Медаль Победы
- Памятная медаль Тонкинской экспедиции
- Памятная французская медаль Великой войны
- Медаль «За выдающиеся заслуги» (США)
- Орден Святых Маврикия и Лазаря, Командор (Италия)
- Орден Короны Италии, офицер
- Орден Алауитского трона, Кавалер большой ленты
- Почётный гражданин Румынии